# جون سي ماكنزي
جون سي ماكنزي (بالإنجليزية: John C. McKenzie)‏ (و. 1860 – 1941 م) هو سياسي، محام من الولايات المتحدة الأمريكية ولد في إليزابث.